# Gephyrostegus
Genre
Espèces de rang inférieur
- † Gephyrostegus bohemicus Jaekel, 1902 : espèce type
- † Gephyrostegus watsoni Brough et Brough, 1967

Gephyrostegus est un genre éteint de tétrapodes, non clairement identifié comme amphibien, reptilien ou comme l'un des premiers proto-reptiles.

## Localisation
Les restes  de ses deux espèces ont été retrouvés à Nýřany, en République tchèque. Ils datent d'environ 310 millions d'années (Carbonifère supérieur).

## Description
C'est un petit animal aux allures, et probablement aux mœurs, de lézard. Il a de grands yeux et un grand nombre de dents pointues, indiquant qu'il s'agissait d'un insectivore actif.